# 赫格山
赫格山（英語：Mount Hoegh），是南極洲的山峰，位於葛拉漢地西岸的丹科海岸，處於杜蒂耶角東南面3公里，海拔高度890米，由比利時探險隊繪入地圖，現時由南極條約體系管理。